# Asianopis dumogae
Espèce
Synonymes
- Deinopis dumogae Merian, 1911

Asianopis dumogae est une espèce d'araignées aranéomorphes de la famille des Deinopidae.

## Distribution
Cette espèce est endémique de Sulawesi en Indonésie.

## Publication originale
- Merian, 1911 : Die Spinenfauna von Celebes. Beiträge zur Tiergeographie im Indo-australischen Archipel. Zoologische Jahrbücher, Abteilung für Systematik, Geographie und Biologie der Tiere, vol. 31, p. 165-354.